# Florence Randal Livesay
Florence Randal Livesay (geborene Florence Hamilton Randal; * 3. November 1874 in Compton, Québec; † 28. Juli 1953 in Grimsby, Ontario) war eine kanadische Schriftstellerin, Journalistin und Übersetzerin.
Randal arbeitete nach dem Tod ihres Vaters 1888 als Erzieherin und Lehrerin und veröffentlichte Gedichte und Kurzgeschichten im Massey's Magazine. In den 1890er Jahren wurde sie Herausgeberin der Gesellschaftsseite des Ottawa Evening Journal. 1902 ging sie nach Südafrika, um dort in Konzentrationslagern für Buren zu unterrichten. Sie schickte von dort vierzehntäglich Reportagen an das Journal und schrieb einen Bericht ihrer Erlebnisse für das Winnipeg Telegram. Literarische Texte veröffentlichte sie zugleich in der Zeitschrift Saturday Night.
Nach ihrer Rückkehr nach Kanada übernahm sie 1906 die Frauenseite des Telegram. Später wurde sie Mitarbeiterin der Winnipeg Free Press, für die sie vor allem über Fragen der Frauenbewegung und Gleichberechtigung schrieb. 1908 heiratete sie den Journalisten und späteren Mitbegründer der Canadian Press, John Frederick Bligh Lindsay. Mit ihm hatte sie drei Kinder, darunter Dorothy Livesay, die als Lyrikerin bekannt wurde. Nach dem Tod ihres Mannes zog Randal nach Toronto, später nach Grimsby.
Randals Kurzgeschichten und Gedichte wurden in verschiedenen kanadischen und ausländischen Literaturzeitschriften (u. a. Outlook, Dial und Poetry) veröffentlicht. 1916 erschienen die von ihr aus dem Ukrainischen und Ruthenischen übersetzten Songs of Ukrainia. 1923 folgte der Gedichtband Shepherd's Purse, 1927 der Roman Savour of Salt. 1947 gab sie die unvollendete Autobiographie ihres Mannes The Making of a Canadian: J. F. B. Livesay heraus. Von dem historischen Roman The Moon and the Morning Star vollendete sie nur eine Rohfassung.